# Бригада Хамиса
Бригада Хамиса (32-я бригада, араб. كتيبة خميس‎) — ливийская бригада специального назначения. Командир — Хамис аль-Каддафи. Одно из наиболее боеспособных и верных Муаммару Каддафи вооружённых подразделений ливийских вооружённых сил. На вооружении бригады современные танки российского производства и ракетные системы «Град». Численность бригады оценивается в несколько тысяч человек.
Во время ливийского восстания в 2011 году бригада принимала активное участие в боевых действиях против сил повстанцев. В ходе битвы за Триполи главная база бригады была захвачена повстанцами.
Согласно данным временного министра здравоохранения в правительстве Переходного национального совета, за время войны (до конца августа) бригада потеряла в боях около 9000 человек .